# Хамраев, Эргаш
Эргаш Хамраев (узб. Ergash Hamroev, Эргаш Хамроев; 1909, Риштан, Узбекистан — 9 февраля 1942, Чащёвка, Россия) — советский, узбекский актёр, кинодраматург, один из основателей национального узбекского художественного кино и один из первых исполнителей главных ролей на киностудии «Узбекфильм».

## Биография
Родился 1909 году в таджикской семье батрака, в древнем и известном поселении славящемся мастерами-керамистами и садоводами Риштан Кокандского уезда Ферганской области Российской империи. Брат Рузи-бай был колхозником.
Эргаш мечтал учиться, ради чего сбежал из дома и в городе Коканд попал в детский дом. Но мечты получить образование не оставил, поступил в Ферганский педагогический техникум. В 1928 году Наркоматом просвещения Узбекистана был направлен на учебу в техникум сценических искусств в Ленинграде. Во время каникул снялся в главной роли у режиссера Наби Ганиева в фильме «Подъём» (1931 год). Параллельно учился на кинодраматурга. В 1934 году был призван на службу в Красную армию, окончил Самаркандское кавалерийское военное училище и получил звание офицера. В 1935 году исполнил главную роль в фильме «Джигит», в котором являлся и автором сценария. Написал сценарии к фильмам «Джигит», «Клинок Тахира», «Отцы», «Батрак», одновременно стал одним из самых популярных киноактеров Узбекистана.

## Арест и реабилитация
Летом 1937 года Эргаш Хамраев был необоснованно обвинён в поджоге Ташкентской киностудии, заговоре против советской власти и арестован. После освобождения из под стражи в 1939 г. несмотря на реабилитацию, предложенные киностудии сценарии больше не принимались, на главные роли в кино тоже не приглашали. Правда, удалось сняться в эпизоде фильма «Веселей нас нет» (1940 год), но он был запрещен руководителем республики, так как в картине актриса Шаходат Рахимова в финале целовалась с русским женихом.

## Фронт и смерть
В июле 1941 года, как офицер запаса, был призван в действующую армию. В середине июля снялся последний раз в кино — исполнил в боевом киносборнике роль солдата, которого мать и жена провожают на войну.
Отрывок из сохранившегося письма Эргаша Хамраева с фронта жене Анастасии Тарасич от 25.09.1941:
Пришли фото (и Алика). Ты детей не обижай. И нечего злиться на них. Лучше злись на сволочь Гитлера и крепче работай! Насчет гонораров за сценарий „Конники“ - меня не интересует этот вопрос. В эти дни я, и вообще военные люди, забыли цену рублю. Цена жизни наших детей, жен, отцов и матерей, а также честных друзей дороже всяких денег. Когда мы победим и деньги, и золото, и слава будут с нами. В этом деле я благодарен Маркиной (которая отдала тебе, жене фронтовика, свою часть гонорара). Многим командирам я рассказал о её поступке, и они тоже от души благодарят её. Раз вокруг тебя в тылу есть такие люди, можно нам спокойно воевать и, если надо, то также спокойно умереть!
В первую военную зиму, 9 февраля 1942 года, Эргаш Хамраев в бою за деревню Хожаево был тяжело ранен и скончался в деревне Чащёвка. Похоронен в братской могиле поселения Старое Село Сафоновского района Смоленской области.

Всегда помню нежного, вдохновенного человека Эргаша Хамраева, погибшего на фронте

## Семья
В 1935 году в Ташкенте женился на украинке Анастасии (Асе) Тарасич, у супругов родились два сына:
- Али (род. 19 мая 1937 года) — советский и узбекский режиссёр и сценарист, лауреат Государственной премии Узбекской ССР имени Хамзы, лауреат призов всесоюзных и международных кинофестивалей, заслуженный деятель искусств Узбекской ССР; снял два фильма, посвященные памяти отца: в 1985 году художественный «Я тебя помню», который некторое время был запрещен к показу партийным руководством Узбекской ССР и в 2018 году документальный «Я тебя не забыл».

- Довлат (род. 13 июня 1940 года)

## Роли в кино
- 1931 — Подъём — главная роль — Йулдаш
- 1933 — Рамазан — главная роль — Тимур
- 1935 — Джигит — главная роль — Пулат
- 1940 — Веселей нас нет — главная роль — Эргаш

## Сценарист
- Джигит
- Клинок Тахир
- Отцы
- Работник
- Конники